# 格雷切什蒂鄉
44°27′N 23°17′E / 44.450°N 23.283°E
格雷切什蒂鄉（羅馬尼亞語：Comuna Grecești, Dolj），是羅馬尼亞的鄉份，位於該國西南部，由多爾日縣負責管轄，面積48平方公里，海拔高度256米，2007年人口1,851，人口密度每平方公里38人。